# メアリー・ルジェーリ
メアリー・アグネス・ルジェーリ（Mary Agnes Ruggieri、旧姓：キディー (Kiddie)、1921年6月12日 - 2013年10月6日）は、アメリカ合衆国の著述家。占領期の日本に1946年から1948年までアメリカ陸軍婦人部隊 (WAC) の一員として駐留して多数の写真を撮影し、後に写真集を刊行した。

## 経歴
サンフランシスコに3人姉弟の末娘として生まれたメアリー・キディーは、カリフォルニア大学バークレー校で心理学を専攻して1943年に卒業し、ミネソタ大学大学院で児童福祉を学んでいたが、第二次世界大戦中の1944年にアメリカ陸軍に志願して陸軍婦人部隊 (WAC) の一員となり、合衆国内の病院に配属された。戦後、横浜のアメリカン・スクールに赴任することとなり、日本占領に加わる陸軍婦人部隊の第一陣として陸軍の輸送船 USAT Admiral W. S. Sims で太平洋を渡り、1946年10月から、離任した1948年4月まで、横浜市中区万代町付近にあったカマボコ兵舎で生活し、横浜のほか、東京、鎌倉、京都、伊勢志摩、広島、長崎、仙台などで、のべ4000コマ以上の写真を撮影した。
帰国は病院船 USAT Republic により、1948年4月30日にシアトルに到着し、キディーは翌5月1日に除隊した。陸軍での最終階級は技能軍曹であった。
横浜駐留中に知り合った夫フランシス・ルジェーリ (Francis Ruggieri) と6月にペンシルベニア州で結婚し、復員兵援護法（GI法）による奨学金を利用して、夫とともにピッツバーグ大学大学院に進学し、1950年にM.S.を得、さらにカリフォルニア州立大学スタニスラウス校で教員資格を得た。また、一時は、サンフランシスコのカリフォルニア大学ヘイスティングス法律学校 (University of California, Hastings College of the Law) にも学んだ。1956年以降は、カリフォルニア州モデストに定住した。
1976年以降は、短編を中心にフィクション、ノンフィクション本や絵本を執筆し、アメリカ女性作家連盟会員になり、地元の新聞などにもしばしば寄稿した。2007年には、占領期の日本の写真およそ400枚を収めた著書『From Japan with Love』を出版した。
横浜開港資料館は、大西比呂志の仲介により最晩年のルジェーリとその家族の協力をとりつけ、2012年には、占領下にルジェーリが撮影した、写真アルバム9冊、およそ1000コマ分の写真のデジタル撮影を行い、公開への同意を得た。